# Колыванстрой
Колыванстрой — исторический посёлок в Курьинском районе Алтайского края, в 5 километрах от посёлка[уточнить] Колывань в истоках реки Локтевка и у подножия горы Синюха. Существовал в 1930-1980-х годах XX века при вольфрамовом руднике.

## История
Колыванстрой был основан в 30-х годах XX века. Всего жителей насчитывалось более пяти тысяч человек.
Посёлок обслуживал вольфрамовый рудник. В предвоенные годы потребности в вольфраме возросли у оборонной, химической, электротехнической, и металлургической промышленности. В посёлке проживали шахтёры и их семьи. Шахта располагалась прямо за околицей посёлка. В центре посёлка стояло здание рудоуправления, горноспасательная служба, пожарное депо, столовая. Там же, но чуть дальше склады и торговые помещения, обогатительная фабрика, карбидная и лаборатория. Электростанция с тремя дизель – генераторами, литейная, мастерские, автотранспортный цех. На реке сооружена плотина, на берегу мощная насосная станция для водоснабжения фабрики и производственных объектов.
Для жителей имелись: общежитие, больница, два детских садика, средняя школа, ателье по пошиву одежды и ремонту обуви, клуб, баня с прачечной, магазины. В магазинах предлагались невиданные в других местах по тем временам продовольственные и промышленные товары. В клубе некоторые горняки  любили заниматься в духовом оркестре. В клубе работала богатая библиотека.
Труд людей в забоях шахты и на обогатительной фабрике был тяжелый и вредный, вызывающий профессиональное заболевание – силикоз, которое приводило к потере здоровья и преждевременной смерти. Бурение производилось вручную. Так же вручную куски руды загружались в вагонетки и потом их выкатывали на поверхность, причём эту работу делали в основном женщины. В смену до 70 вагонеток каждая. Умирали горняки в 35 – 40 лет. Бывало, не доживали и до тридцати.
За время разработки месторождения и деятельности рудника в период 1935 – 1960 года было разработано более 150 вольфрамовых жил на глубину до 200 метров. Поднято на поверхность 315 тысяч тонн руды и получено на фабрике 2315 тонн триокиси вольфрама (это 0,73% от общего количества добытой  руды).
В апреле 1960 года рудник был закрыт, люди стали уезжать. Последние жители посёлка уехали в 1980 году и посёлок прекратил своё существование.
В настоящее время жителей в посёлке нет. Все здания и сооружения демонтированы, можно обнаружить только фундаменты и частично фрагменты каменных стен.
В 2013 году на месте рудника установлен памятный знак на народные средства, в память обо всех шахтёрах – горняках, уже ушедших из жизни и для сохранения в истории памяти о Рудном Алтае.